# 瞿坚白
瞿坚白（1913年—1943年5月14日），小名阿谷，是瞿秋白六弟。中国近代政治人物。

## 生平
瞿坚白三岁丧母，寄居于杭州四伯父家。15岁时，毕业于杭州志诚小学，毕业后再无经济实力升学。后来，跟随四哥瞿景白的同学徐肇宗，到浙江淳安、嘉善、镇海等地的县教育局当雇员谋生。这期间，他为了避免暴露与瞿秋白的关系，改名“瞿谷生”。1938年，辗转来到八路军武汉办事处，经徐特立介绍，前往延安于当年5月入陕北公学第3期第25队学习，8月毕业后又转到中国人民抗日军政大学学习。1940年夏，从抗大毕业后，在冀南太行太岳联合办事处（简称“冀太联办”）教育处工作，1942年到太行第一中学任教导主任，年底又调到晋冀鲁豫边区政府教育厅任科长，地点是涉县悬钟村。
1943年3月，瞿坚白调到位于武安的太行第6专署办公室做调查研究工作。1943年5月14日当天正下着大雨，瞿坚白和专署教育科领导人林尔寿、武安县抗日政府王泉礼等人，正在武安百草坪。潜伏在村中的汉奸特务将驻守武安阳邑镇的日军引到百草坪，把天井峤包围起来，瞿坚白等人奋勇突围，5人牺牲。瞿坚白遗体被安葬在百草坪附近的车谷村，并在墓旁树立了一块纪念碑，记述了烈士的生平和牺牲经过。《新华日报》（华北版）报道：“本报特约通讯员瞿坚白同志，不幸在这次反‘扫荡’中殉难，他是革命先烈瞿秋白之弟，四○年即自动担任本报通讯工作，采写搜集群众对党报之要言与意见，随时转告，此次牺牲，实堪悼惜！”刘伯承元帅曾为他题词：“英名不朽”。河北省武安市后来为瞿坚白烈士建造了纪念碑。1949年8月，中国人民解放军第二野战军政治部民运部寄信通知姐姐瞿轶群关于瞿坚白牺牲的消息。1963年，瞿坚白烈士的遗体移葬至武安烈士陵园。